# Sandefjord Fotball 2009
Questa voce raccoglie le informazioni riguardanti il Sandefjord Fotball nelle competizioni ufficiali della stagione 2009.

## Rosa
| N. |                                 | Ruolo | Calciatore            |
| -- | ------------------------------- | ----- | --------------------- |
| 1  | Stati Uniti (bandiera)          | P     | Matthew Allen         |
| 2  | Norvegia (bandiera)             | D     | Alexander Gabrielsen  |
| 3  | Danimarca (bandiera)            | D     | Martin Jensen         |
| 4  | Senegal (bandiera)              | D     | Victor Demba Bindia   |
| 5  | Norvegia (bandiera)             | D     | Birger Madsen         |
| 6  | Danimarca (bandiera)            | C     | Rune Hansen           |
| 7  | Norvegia (bandiera)             | C     | Rocky Lekaj           |
| 8  | Norvegia (bandiera)             | C     | Espen Nystuen         |
| 9  | Bosnia ed Erzegovina (bandiera) | A     | Samir Šarić           |
| 10 | Islanda (bandiera)              | A     | Kjartan Finnbogason   |
| 12 | Norvegia (bandiera)             | P     | Espen Bugge Pettersen |
| 13 | Norvegia (bandiera)             | C     | Ørjan Røyrane         |
| 14 | Senegal (bandiera)              | A     | Malick Mané           |

| N. |                                 | Ruolo | Calciatore          |
| -- | ------------------------------- | ----- | ------------------- |
| 15 | Gambia (bandiera)               | C     | Ebrima Sohna        |
| 16 | Norvegia (bandiera)             | C     | Samuel Isaksen      |
| 17 | Norvegia (bandiera)             | D     | Olav Zanetti        |
| 18 | Norvegia (bandiera)             | C     | Erik Mjelde         |
| 19 | Norvegia (bandiera)             | A     | Eirik Lamøy         |
| 20 | Brasile (bandiera)              | C     | Marciano            |
| 21 | Bosnia ed Erzegovina (bandiera) | A     | Admir Raščić        |
| 22 | Norvegia (bandiera)             | C     | Jon-Mikael Skaug    |
| 23 | Brasile (bandiera)              | A     | Samuel Camazzola    |
| 24 | Bosnia ed Erzegovina (bandiera) | C     | Fenan Salčinović    |
| 25 | Norvegia (bandiera)             | P     | Mathias Raade Olsen |
| 26 | Norvegia (bandiera)             | C     | Henrik Gustavsen    |

## Risultati

### Campionato

#### Girone di andata
| Arbitro: | Moen (Haugesund) |

|                          |           |               |
| Mjelde 20’ Mane 51’, 61’ | Marcatori | 84’ Bjarnason |

| Arbitro: | Edvartsen (Hamar) |

|                         |           |  |
| Bentley 19’ Storbæk 21’ | Marcatori |  |

| Arbitro: | Moen (Haugesund) |

|            |           |                    |
| Mjelde 75’ | Marcatori | 85’ (rig.) Wehrman |

| Arbitro: | Hauge (Bergen) |

|              |           |          |
| M. Diouf 18’ | Marcatori | 7’ Šarić |

| Arbitro: | Hagen (Grue) |

|             |           |                   |
| Nystuen 52’ | Marcatori | 90’ Sti. Johansen |

| Arbitro: | Olsen (Kristiansand) |

|             |           |                       |
| F. Dahm 90’ | Marcatori | 33’ Mjelde 88’ Hansen |

| Arbitro: | Hafsås |

|                  |           |  |
| Mjelde 6’ (rig.) | Marcatori |  |

| Arbitro: | Berntsen (Vang) |

|                                     |           |               |
| Sohna 53’ Salčinović 61’ Raščić 88’ | Marcatori | 45’ Steenslid |

| Arbitro: | Helgerud (Lier) |

|                                                           |           |             |
| Berglund 6’ Marciano 14’ (aut.) Pálmason 47’ Farnerud 58’ | Marcatori | 8’ Marciano |

| Arbitro: | Øvrebø (Oslo) |

|                        |           |                    |
| Raščić 40’ Isaksen 70’ | Marcatori | 1’ Olsen 32’ Prica |

| Arbitro: | Staberg |

|                 |           |            |
| Sundgot 5’, 29’ | Marcatori | 40’ Mjelde |

| Arbitro: | Skjerven (Kaupanger) |

|            |           |                       |
| Madsen 58’ | Marcatori | 71’ Kopteff 81’ Aarøy |

| Arbitro: | Olsen (Kristiansand) |

|              |           |          |
| Koppinen 59’ | Marcatori | 89’ Mane |

| Arbitro: | Sælen (Bergen) |

|  |           |                                  |
|  | Marcatori | 38’ Sæternes 89’ Moh. Abdellaoue |

| Arbitro: | Sandmoen |

|                                                |           |                            |
| Borgersen 17’ Stokkelien 78’ Fevang 85’ (rig.) | Marcatori | 10’ (aut.) Høie 21’ Mjelde |

#### Girone di ritorno
| Arbitro: | Hauge (Bergen) |

|            |           |           |
| Kamara 72’ | Marcatori | 5’ Raščić |

| Arbitro: | Øvrebø (Oslo) |

|             |           |                                     |
| Røyrane 28’ | Marcatori | 68’ (aut.) Raščić 90’ (rig.) Fevang |

| Arbitro: | Moen (Haugesund) |

|             |           |                      |
| Piiroja 14’ | Marcatori | 45’ Mjelde 53’ Lamøy |

| Arbitro: | Edvartsen (Hamar) |

|                |           |          |
| Salčinović 73’ | Marcatori | 74’ Mota |

| Arbitro: | Helgerud (Lier) |

|               |           |  |
| Bärengrub 58’ | Marcatori |  |

| Arbitro: | Olsen (Kristiansand) |

|                            |           |              |
| Mjelde 31’ Finnbogason 82’ | Marcatori | 49’ Obiefule |

| Arbitro: | Øvrebø (Oslo) |

|  |           |             |
|  | Marcatori | 14’ Røyrane |

| Arbitro: | Edvartsen (Hamar) |

|                       |           |                         |
| Skogseid 45’ Ijeh 89’ | Marcatori | 12’ Mane 65’ Salčinović |

| Arbitro: | Hafsås |

|               |           |  |
| Mane 68’, 80’ | Marcatori |  |

| Arbitro: | Moen (Haugesund) |

|                                                      |           |  |
| Lustig 30’ Prica 66’ Gabrielsen 71’ (aut.) Olsen 82’ | Marcatori |  |

| Arbitro: | Berntsen (Vang) |

|            |           |  |
| Jensen 51’ | Marcatori |  |

| Arbitro: | Moen (Haugesund) |

|             |           |          |
| Herrera 45’ | Marcatori | 43’ Mane |

| Arbitro: | Skjerven (Kaupanger) |

|                      |           |                                |
| Røyrane 24’ Mane 85’ | Marcatori | 21’ Igiebor 55’ (rig.) Sundgot |

| Arbitro: | Hauge (Bergen) |

|             |           |                        |
| Storbæk 54’ | Marcatori | 42’ (rig.), 63’ Mjelde |

| Arbitro: | Olsen (Kristiansand) |

|                   |           |                                       |
| Mjelde 62’ (rig.) | Marcatori | 8’ Andersson 49’ (rig.), 84’ Nannskog |

### Coppa di Norvegia
| Arbitro: | Nyberg |

|                         |           |                                     |
| Kleppe 43’ Naustdal 52’ | Marcatori | 9’ Mane 38’, 54’ Raščić 90’ Isaksen |

| Jessheim 28 maggio 2009, ore 18:00 CEST Secondo turno | Ullensaker/Kisa | 1 – 0 referto | Sandefjord | Jessheim Stadion |
| \| \| \| \| \| Jarnbjo 62’ \| Marcatori \| \|         |                 |               |            |                  |
|                                                       |                 |               |            |                  |
| Jarnbjo 62’                                           | Marcatori       |               |            |                  |